# Comuna Promin, Solone
Promin (în ucraineană Промінь) este o comună în raionul Solone, regiunea Dnipropetrovsk, Ucraina, formată din satele Dalnie, Holubînivka, Iakîmivka, Karaikove, Matrosove și Promin (reședința).

## Demografie
Componența lingvistică a satului Promin
     Ucraineană (94,89%)
     Rusă (4,66%)
Conform recensământului din 2001, majoritatea populației satului Promin era vorbitoare de ucraineană (94,89%), existând în minoritate și vorbitori de rusă (4,66%).